# Aminul Islam
Aminul Islam (ur. 1 stycznia 1935, zm. 29 listopada 2017 w Dhace) – banglijski naukowiec, gleboznawca. W latach 2016–2018 prezydent Banglijskiej Akademii Nauk.
Aminul Islam w 1954 r. na Uniwersytecie w Dhace uzyskał stopień naukowy Bachelor of Science z chemii, zaś rok później Master of Science (odpowiednik polskiego magistra) w zakresie nauk o glebie. Doktorat, również z zakresu nauk o glebie, obronił w 1962 r. w Michigan State University. W latach 1956–1996, przez znaczną część swojej kariery zawodowej, był związany z Uniwersytetem w Dhace, pełniąc tam różne role. Naukowo był związany z Zakładem Gleboznawca, gdzie zaczął pracę jako młodszy wykładowca, a w 1973 r. na stanowisku profesora. W latach 1996–2000 pełnił funkcję wicekanclerza Narodowego Uniwersytetu Bangladeszu, zaś pomiędzy 2002 a 2011 r. wicekanclerza Daffodil International University.
Prof. Dr. Aminul Islam był członkiem Banglijskiej Akademii Nauk od 1978 r. W 2016 r. został wybrany na dwuletnią kadencję Prezydenta (Przewodniczącego) Akademii.
Prof. Islam był autorem stu-kilkudziesięciu artykułów naukowych, był promotorem prawie stu prac magisterskich i doktorskich i członkiem wielu organizacji naukowych. Został uhonorowany między innymi Złotym Medalem Prezydenta (President's Gold Medal, 1981), Złotym Medalem Banglijskiej Akademii Nauk (1986), Nagrodą Dnia Niepodległości (najważniejsza nagroda w kraju, 1990) i Złotym Medalem Fundacji Comilla (1991).